# طلایی (نام خانوادگی)
طلایی یک نام خانوادگی‌ است. افراد شاخص با این نام از این قرارند:
- حسن طلایی مغانجوقی باستانشناس ایرانی
- مرتضی طلایی
- رضا طلایی نیک
- محمد طلایی کشتی‌گیر آزادکار سابق و مربی فعلی ایرانی
- داریوش طلایی نوازنده ایرانی
- داریوش طلایی (بازیگر) بازیگر ایرانی